# Ґітанас Науседа
Ґіта́нас Наусе́да, або Гіта́нас Наусе́да (лит. Gitanas Nausėda; нар. 19 травня 1964, Клайпеда) — литовський державний діяч, економіст, банкір і викладач університету. Чинний Президент Литви з 12 липня 2019 року.

## Біографія
Народився 19 травня 1964 року в місті Клайпеді.
З 1982 по 1987 навчався на факультеті економіки промисловості Вільнюського університету, з 1987 до 1989 проходив навчання на економічному факультеті. Здобув докторський ступінь у галузі соціальних наук в 1993. З 1990 до 1992 відбував практику в Мангаймському університеті в Німеччині, а також стажування в Бундестазі в Бонні (1994) і у Світовому банку у Вашингтоні (1998).
У 1992—1993 — старший науковий співробітник Інституту економіки та приватизації. З 1993 до 1994 очолював відділ фінансового ринку в Державному управлінні у справах цін і конкуренції. З 1994 року заступник начальника відділу з нагляду за комерційними банками (1994—1996), директор департаменту грошово-кредитної політики (1996—2000) і член правління Банку Литви (1998—2000).
У 2000 — почав працювати в AB Vilniaus Bankas радником голови правління.
З 2004 до 2009 — також був радником президента Валдаса Адамкуса.
З 2008 по 2018 — радник президента SEB Bankas, головний економіст.
З 1987 до 2004 — викладав на економічному факультеті Вільнюського університету, у 2009 почав викладати у Вільнюській бізнес-школі.

### Політична кар'єра
У 2004 році підтримав виборчу кампанію колишнього президента Литви Валдаса Адамкуса.
17 вересня 2018 року оголосив про свою участь у президентських виборах у Литві у 2019.
У першому турі президентських виборів 2019 року посів друге місце, набравши 30,94 % голосів.
26 травня 2019 року у другому турі президентських виборах переміг Інґріду Шимоніте, виборовши 65,68 % голосів.
Від 12 липня 2019 — 10-й президент Литви. 
26 травня 2024 року, Ґітанаса Науседу було переобрано на другий президентський термін. 

### Ґітанас Науседа та Україна
19 березня 2021 року Ґітанас Науседа здійснив свій перший офіційний візит до України на посаді президента. Того ж дня виступив у Верховній Раді українською та литовською мовами й заявив, що Крим — це Україна та засудив російську агресію щодо України. Також відвідав київський військовий шпиталь.

##### Російське вторгнення в Україну

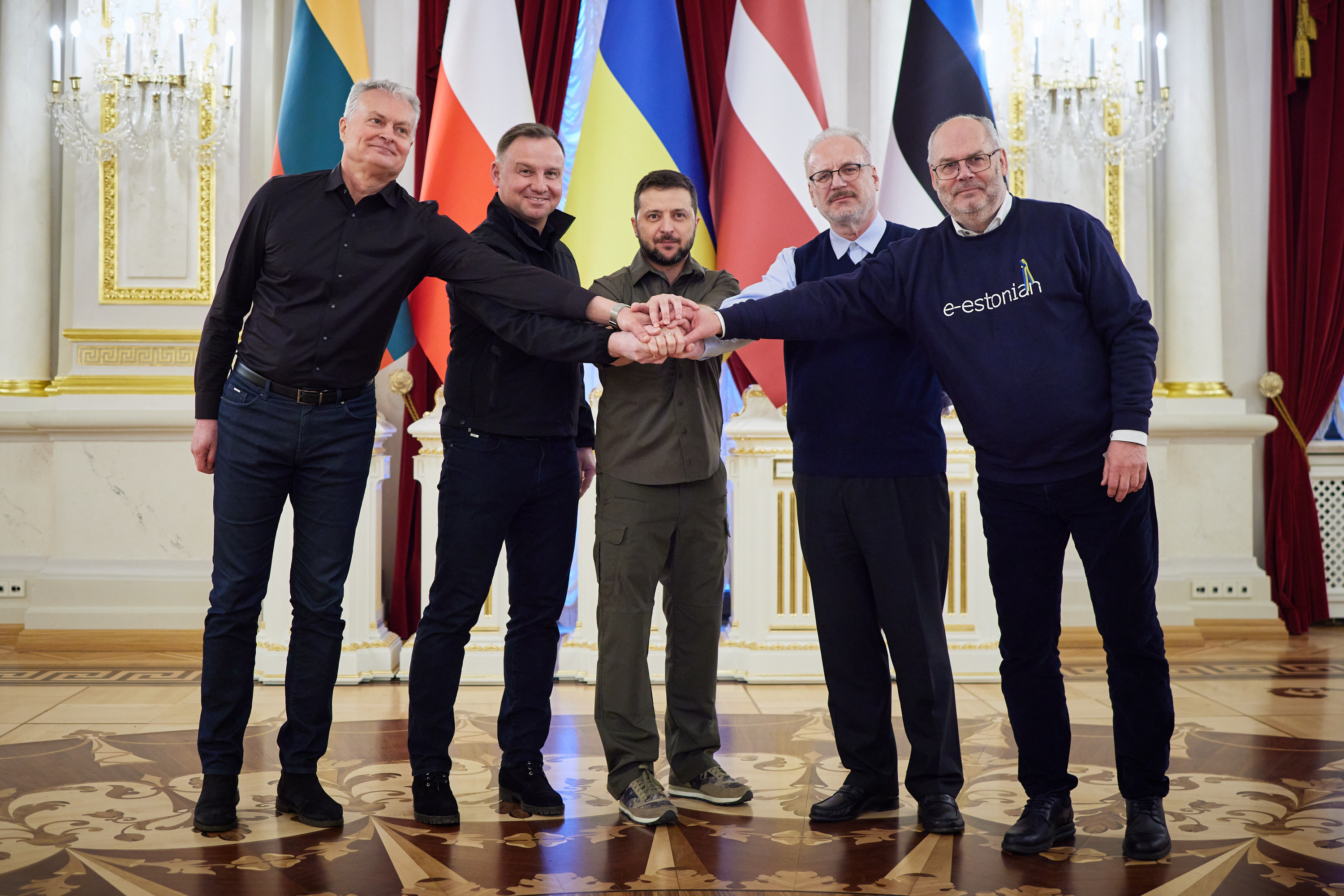
Президенти Польщі, Литви, Латвії, Естонії та України.

Під час відкритого воєнного нападу Росії на Україну Науседа відвідував Україну двічі. Перший візит відбувся 13 квітня Він разом з Президентом Польщі Анджеєм Дудою, Президентом Латвії Егілс Левітсом та Президентом Естонії Аларом Карісом в рамках свого візиту до України відвідали селище Бородянка Київської області, яка була майже вщент зруйнована російськими військами. Пізніше вони провели перемовини з вищим політичним керівництвом.
Другий свій візит в Україну здійснив 28 липня у День Української Державності. Під час візиту провів перемовини з Президентом Зеленським та виступив у Верховній Раді. Під час виступу Науседа вручив президенту України Володимиру Зеленському найвищу нагороду Литви — Орден Вітовта Великого. Президент Литви заявив, що ця нагорода належить Зеленському та всьому українському народу.

28 червня 2023 року Ґітанас Науседа в День Конституції України відвідав Україну разом з Президентом Польщі — Анджеєм Дудою. Лідер Литовської Республіки наголосив, що його країна підтримує членство України в НАТО, і майбутній саміт у Вільнюсі має пришвидшити вступ нашої країни до Альянсу. Гітанас зазначив, що найближчим часом до України прибудуть дві пускові установки зенітно-ракетного комплексу NASAMS, які його країна придбала для захисту українського неба.
«Ми маємо підтримувати Україну стільки, скільки потрібно на шляху до перемоги. Це рішення нашої держави та нашого народу. Литва надаватиме зброю Україні й братиме участь у відновленні. Люди, які були змушені виїхати з України через війну, дуже добре почуватимуться в Литві»
5 вересня 2023 року президент Литви Ґітанас Науседа в ефірі телерадіокомпанії LRT заявив, що:
Корупція в Україні чинить значний вплив на країни Заходу під час ухвалення рішень про постачання зброї Києву.
Також він додав, що корупція — це величезний удар по репутації держави, але водночас заявив, що не пов'язує корупційні скандали з постачанням американських винищувачів F-16.

## Особисте
Одружений з 1990 з Діаною Науседіене (Diana Nausėdienė, до шлюбу Diana Nepaitė), має двох доньок.
Володіє англійською, німецькою, російською та українською мовами.

## Нагороди

### Національні нагороди
- Медаль «За заслуги перед муніципалітетом Неринга» (2016)
- Великий магістр і Великий хрест із золотим ланцюгом Ордену Вітовта Великого (12 липня 2019 р.)

### Іноземні нагороди

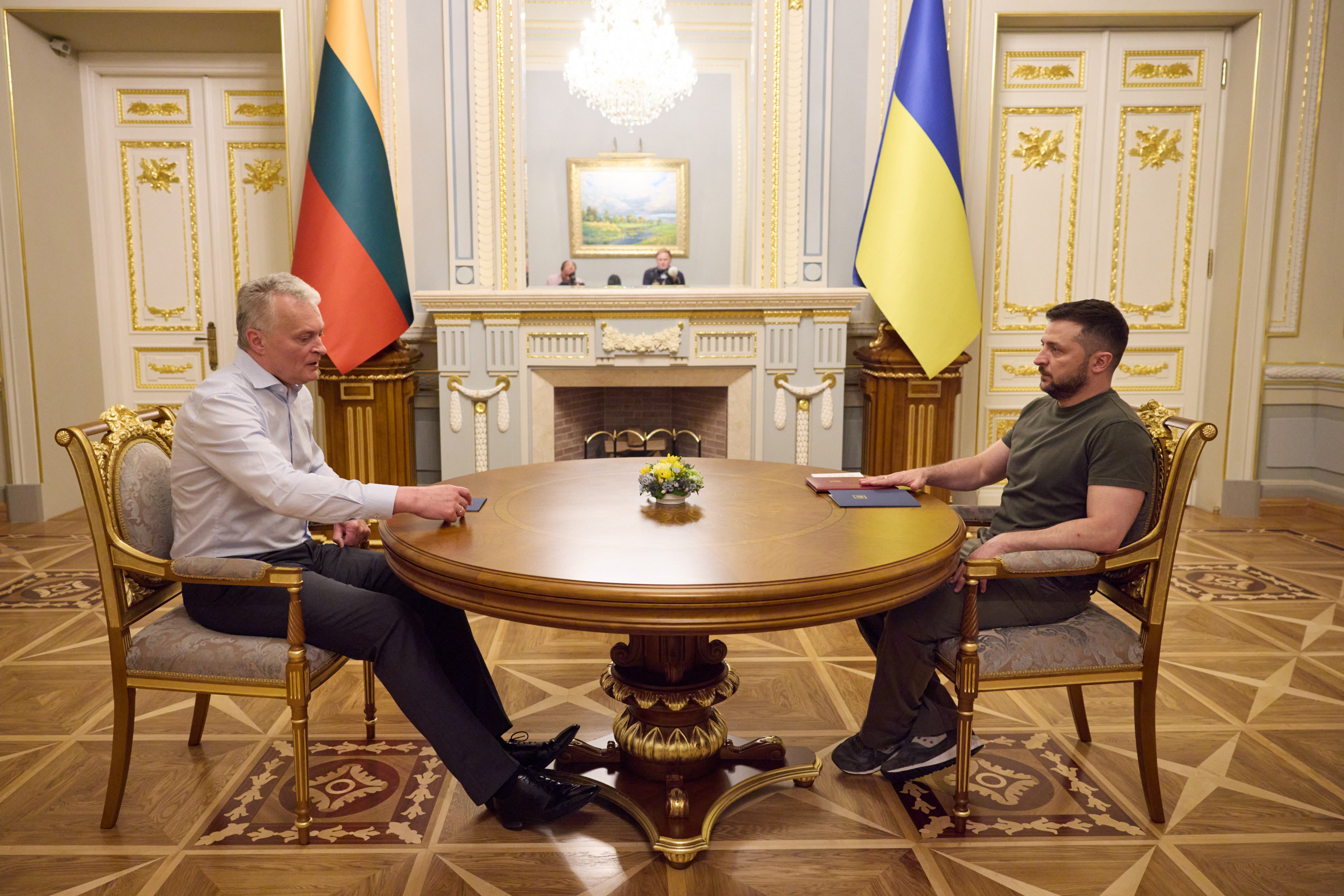
Зустріч Президента України з Президентом Литви у Києві.

- Орден Зірки Румунії (2022)
- Великий кордон Ордену Леопольда (24 жовтня 2022 року)
- Орден князя Ярослава Мудрого I ст. (Україна, 23 серпня 2021) — за визначний особистий внесок у зміцнення українсько-литовського міждержавного співробітництва, підтримку незалежності та територіальної цілісності України[18]